# Adam Michał Zamoyski
Adam Michał Ludwik Gonzaga Marek Zamoyski (ur. 18 czerwca 1873 w Podzamczu, zm. 23 października 1940) – hrabia, ziemianin, II ordynat kozłowiecki, wojskowy, działacz społeczno-polityczny.

## Życiorys
W 1892 ukończył Stand-Gimnazjum w Rydze. Podczas pobytu w Rydze zetknął się z niemiecką szlachtą nadbałtycką, poznał jej zwyczaje oraz pragmatyczne podejście do życia. W l. 1893/1894 odbył służbę wojskową w 39. Narwskim Pułku Dragonów. Naukę kontynuował jako wolny słuchacz w „Szkole Leśnej” (Królewskiej Saskiej Akademii Leśnej w Tharandt k. Drezna). W początkowym okresie wojny rosyjsko-japońskiej Zamoyski organizował w Warszawie szpital dla powracających z wojny zmobilizowanych Polaków, za to był odznaczony przez Rosyjski Czerwony Krzyż. Następnie wziął udziału w ekspedycji sanitarnej na Daleki Wschód do Mandżurii i Wschodniej Syberii, na terenie objętym działaniami wojennymi przebywał od 8 IV do XII 1904. W czasie I wojny światowej kornet Lejb-Gwardyjskiego Pułku Ułanów Jego Wysokości (z 30.12.1914) i adiutant wielkiego księcia Mikołaja Mikołajewicza Romanowa, później rotmistrz i fligel-adiutant cara Mikołaja II Romanowa, a następnie łącznik z attaché wojskowymi innych państw. Współdziałał przy tworzeniu Armii Polskiej we Francji i podczas organizacji plebiscytu na Warmii i Mazurach. Uczestnik powstań na Górnym Śląsku.
W 1922 roku posiadał majątki ziemskie o powierzchni 13 660 ha.
Adam Zamoyski był założycielem i prezesem wielu organizacji i stowarzyszeń, m.in. prezesem Zjednoczenia Polskich Stowarzyszeń w Rzeczypospolitej (1918–1924), prezesem Resursy Obywatelskiej, prezesem Warszawskiego Towarzystwa Wioślarskiego, wiceprezesem Ligi Obrony Powietrznej Państwa, prezesem Związku Towarzystw Gimnastycznych „Sokół” w Polsce (1923–1936), prezesem Międzynarodowej Federacji Gimnastycznej (1935–1940), wiceprezesem Związku Sokolstwa Słowiańskiego. Od 1919 piastował prezesurę Towarzystwa Przyjaźni Polsko-Angielskiej, funkcja, ze względu na negatywny stosunek rządu brytyjskiego wobec polskich aspiracji terytorialnych i opowiedzenie się Londynu w po stronie Ukraińców w toczącym się konflikcie zbrojnym o Małopolskę Wschodnią, nie przynosiła mu splendoru, raczej stała się źródłem problemów i ironicznych komentarzy, zasiadał także w pierwszym zarządzie Polskiego Białego Krzyża, był członkiem Towarzystwa Resursy Kupieckiej.

## Rodzina
Syn Stanisława Kostki i Róży Marii z hr. Potockich, mąż Marii Pelagii z hr. Potockich, ojciec Aleksandra Leszka, Michała i Heleny.

## Odznaczenia
- Krzyż Walecznych[3][4]
- Krzyż Powstańczy za Górny Śląsk[7]
- Odznaka Honorowa I Polskiego Legionu w Rosji[4]
- Odznaka I Korpusu Polskiego w Rosji (nr 2714)[4]
- Odznaka Ofiarnych O.K.O.P. (nr 1216)[4]
- Odznaka Miecze Hallerowskie[7]
- Order Świętego Włodzimierza IV klasy z mieczami i kokardą (Rosja)[4]
- Order Świętej Anny II klasy z mieczami (Rosja)[4]
- Order Świętego Stanisława II klasy (Rosja)[4]
- Medal za wojnę rosyjsko-japońską 1905 (Rosja)[4]
- Medal Rosyjskiego Czerwonego Krzyża 1905 (Rosja)[4]
- Odznaka Rosyjskiego Czerwonego Krzyża (Rosja)[4]
- Krzyż Oficerski Orderu Legii Honorowej (Francja)[3][4]
- Krzyż Wojenny z Palmą (Francja)[3][4]
- Krzyż Wojskowy (Wielka Brytania)[3][4]
- Krzyż Oficerski Orderu Orła Białego z mieczami (Serbia)[3][4]
- Krzyż Oficerski Orderu Gwiazdy z mieczami (Rumunia)[3][4]
- Krzyż Oficerski Orderu Lwa i Słońca (Persja)[4]
- Wielka Wstęga Orderu Portretu Władcy (Persja)[4]
- Wielka Wstęga Orderu Świętego Sawy (Jugosławia)[3]
- Wielka Wstęga Orderu Zasługi Cywilnej (Bułgaria)[3]
- Krzyż Komandorski I Klasy Orderu Białej Róży (Finlandia)[3]